# Mowgli
Mowgli is het hoofdpersonage in de jungleboekverhalen van Rudyard Kipling. Hij is een wolfskind, waarschijnlijk achtergelaten door zijn ouders in het Pench-gebied in Centraal India, en kwam voor het eerst voor in het korte verhaal In the Rukh (als onderdeel van de Many Inventions-verhalen 1893). Hij werd daarna het prominentste en invloedrijkste personage in de boeken Het jungleboek en Het tweede jungleboek (1894-1895), dat ook andere korte verhalen bevatte met andere personages.

## Personage
Mowgli is een mensenkind dat wordt opgevoed door een groep wolven onder leiding van Akela en Raksha. Shere Khan de tijger eist de baby op bij de wolven, die weigeren echter. Hij zal Mowgli's eeuwige vijand blijven.
Mowgli raakt ondertussen bevriend met de zwarte panter Bagheera die hem de wetten van de jungle leert samen met Baloe, een bruine beer en een vriend van de wolven. Mowgli komt later in het verhaal in de val terecht bij de Bandar-log, een groep apen. Dankzij Chil kan hij contact maken met Baloe en Bagheera en wordt gered.
Pas in zijn puberjaren komt Mowgli in contact met mensen, en ook daarna behoudt hij steeds een innige band met de jungle.

## In films en series
De acteurs die Mowgli speelden of inspraken in animatiefilms of series waren:
- Sabu Dastagir, in de filmversie van 1942.
- Bruce Reitherman (stem), animatiefilm uit 1967.
- Michiel Geelen (stem), animatiefilm uit 1967 (Nederlandse versie).
- Sean Naegelli (als kind) en Jason Scott Lee (als volwassene), in de filmversie uit 1994.
- Jamie Williams, in de filmversie uit 1997.
- Brandon Baker, in de filmversie uit 1998.
- Haley Joel Osmont (stem), animatiefilm uit 2003.
- Fabian L'Honoré Naber (stem), animatiefilm uit 2003 (Nederlandse versie).
- Neel Sethi, The Jungle Book (2016).
- Rohan Chand, in de filmversie van 2018.

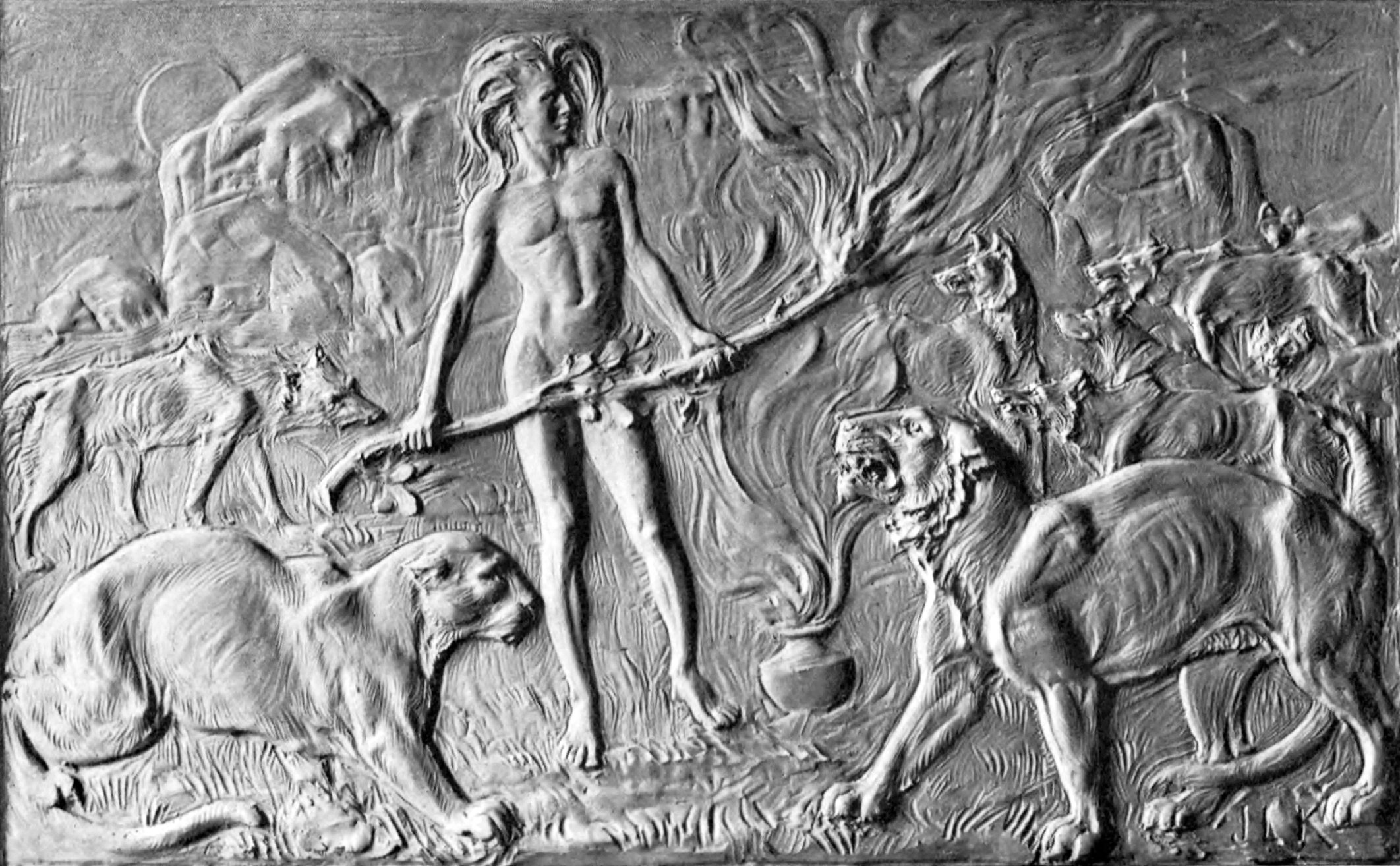
Mowgli vechtend met Shere Khan
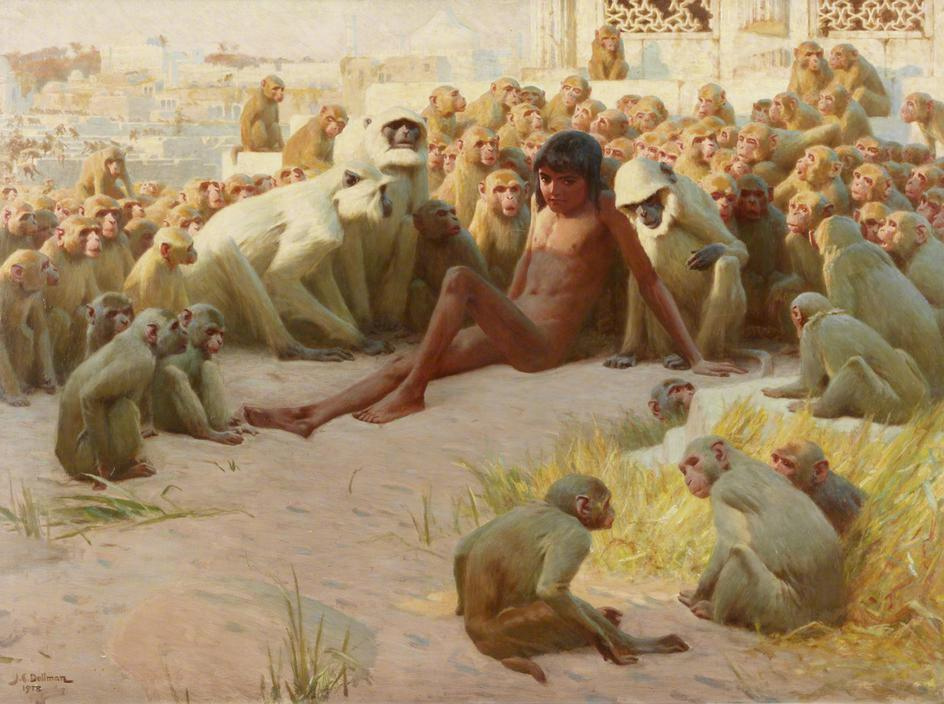
Mowgli wordt leider van de Bandar-log